# Jean-Pierre Rey (acteur)
Pour les articles homonymes, voir Jean-Pierre Rey et Rey.
Jean-Pierre René Marie Reynders dit Jean-Pierre Rey, né à Anvers le 30 janvier 1927 et mort à Bruxelles le 6 octobre 2002, est un acteur, metteur en scène et directeur de théâtre belge. Fondateur et directeur de la Compagnie des Galeries jusqu'en 1988.

## Biographie
Pierre Rey naît en 1927, il est le fils d'un père officier dans l'armée.
Il fonde une troupe théâtrale d'amateurs, « L'envol », où il découvre sa vocation.
En 1948, il suit des cours de comédie auprès d'André Gobert au Conservatoire royal de Bruxelles et, l'année suivante, avec Marcelle Dambremont, il crée les spectacles du château de Beersel. Avec le soutien d'Aimé Declercq, directeur du Théâtre des Galeries, il crée une troupe et monte quelques pièces écrites spécialement pour le lieu (Yolande de Beersel, Le prisonnier de Beersel,...) et William Shakespeare (Hamlet, Roméo et Juliette,...).
Il fonde la Compagnie des Galeries pour laquelle il scénarise des centaines de spectacles et occupe, en 1981, la fonction de directeur du Théâtre royal de Namur. Jean-Pierre Rey dirige le Théâtre royal des Galeries à Bruxelles jusqu’à la fin des années 1990.
Sa première épouse, la comédienne Marcelle Dambremont. Plus tard, il épousera en secondes noces la comédienne belge Christiane Lenain.
Aux côtés de Jacques Huisman, Claude Etienne, Roland Ravez, Roger Domani, Jean Nergal, Jean-Pierre Rey est une des dernières figures historiques du théâtre belge de la deuxième moitié du XXe siècle.
Il meurt le 6 octobre 2002.

## Filmographie
- 1945 :  Forçats d'honneur/Le chemin de Buchenwald, d'Émile-Georges De Meyst et Georges Lust.
- 1968 : La mariée était en noir de François Truffaut : David enfant

## Théâtre
Metteur en scène
- 1970 : Un appartement à l'hôtel Plaza de Neil Simon, Théâtre royal des Galeries